# Liste der Stolpersteine in Uccle/Ukkel

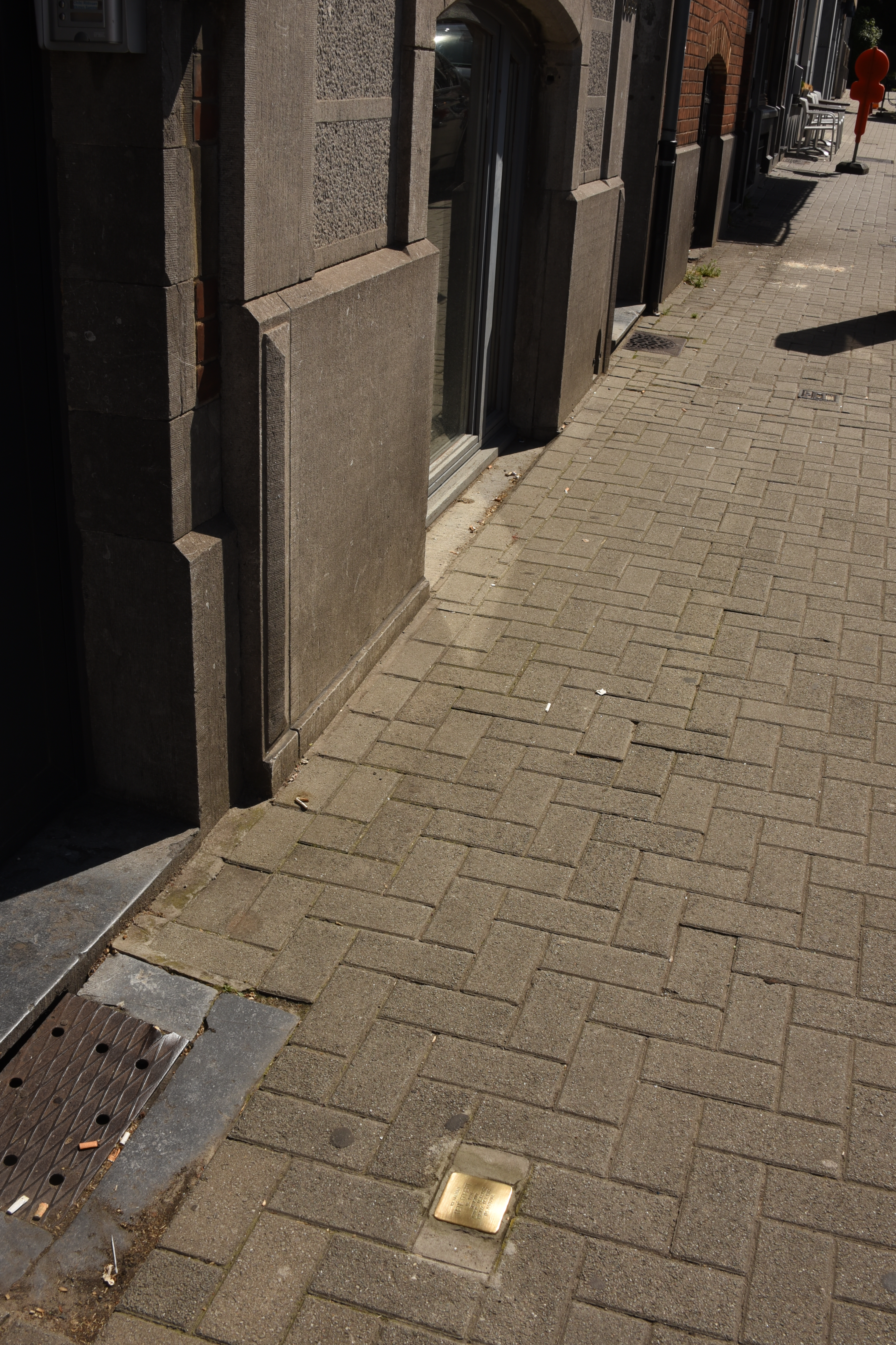
Stolperstein in Uccle

Die Liste der Stolpersteine in Uccle/Ukkel umfasst jene Stolpersteine, die vom Kölner Künstler Gunter Demnig in der belgischen Gemeinde Uccle/Ukkel verlegt wurden. Uccle (französisch) oder Ukkel (niederländisch) ist eine von 19 Gemeinden der zweisprachigen Region Brüssel-Hauptstadt. Stolpersteine erinnern an das Schicksal von Menschen aus dieser Region, die von Nationalsozialisten ermordet, deportiert, vertrieben oder in den Suizid getrieben worden sind. Sie wurden von Gunter Demnig im Regelfall vor dem letzten selbstgewählten Wohnort des Opfers verlegt.

## Liste der Stolpersteine
Verlegt wurden zehn Stolpersteine an neun Adressen.
| Stolperstein | Übersetzung | Verlegeort               | Name, Leben                       |
| ------------ | --- | ------------------------ | --------------------------------- |
|              | HIER WOHNTE JEAN COPPENS GEBOREN 1920 IM WIDERSTAND VERHAFTET 30.4.1943 FÜSILIERT 26.5.1943 TIR NATIONAL                            | 298 Avenue Molière       | Jean Coppens (1920–1943)          |
|              | HIER WOHNTE JEAN DRUART GEBOREN 1918 IM WIDERSTAND VERHAFTET 2.3.1943 FÜSILIERT 12.10.1943 TIR NATIONAL                             | Chaussee de Waterloo 722 | Jean Druart (1918–1943)           |
|              | HIER WOHNTE LÉON FAJNZNAIDER GEBOREN 1926 VERHAFTET 3.9.1942 INTERNIERT IN MECHELEN DEPORTIERT 1942 AUSCHWITZ ERMORDET              | Chaussee d'Alsemberg 712 | Leon Fajnznaider (1926–1942/45)   |
|              | HIER WOHNTE RENÉ GOBERT GEBOREN 1894 IM WIDERSTAND VERHAFTET 11.12.1942 FÜSILIERT 17.9.1943 TIR NATIONAL                            | Chaussee de Waterloo 856 | René Gobert (1894–1943)           |
|              | HIER WOHNTE ALEXANDRE 'CHOURA' LIVSCHITZ GEBOREN 1911 IM WIDERSTAND VERHAFTET 26.6.1943 FÜSILIERT 10.2.1944 TIR NATIONAL SCHAERBEEK | Avenue Brugmann 247      | Alexandre Livschitz (1911–1944)   |
|              | HIER WOHNTE YOURA 'GEORGES' LIVSCHITZ GEBOREN 1917 IM WIDERSTAND VERHAFTET 26.6.1943 FÜSILIERT 17.2.1944 TIR NATIONAL SCHAERBEEK    | Avenue Brugmann 247      | Youra Livschitz (1917–1944)       |
|              | HIER WOHNTE MAURICE RASKIN GEBOREN 1906 IM WIDERSTAND VERHAFTET 15.4.1943 EXEKUTIERT 10.5.1943 BREENDONK                            | 37 Rue de Boetendael     | Maurice Raskin (1906–1943)        |
|              | HIER WOHNTE ROBERT ROBERTS-JONES GEBOREN 1893 IM WIDERSTAND VERHAFTET 25.3.1943 FÜSILIERT 20.10.1943 TIR NATIONAL                   | Rue Roberts Jones 66     | Robert Roberts-Jones (1893–1943)  |
|              | HIER WOHNTE JEAN-BAPTISTE SLEGERS GEBOREN 1900 IM WIDERSTAND VERHAFTET 28.9.1942 FÜSILIERT 15.5.1943 TIR NATIONAL                   | Avenue Coghen 72         | Jean-Baptiste Slegers (1900–1943) |
|              | HIER WOHNTE MARCEL VERHAMME GEBOREN 1907 IM WIDERSTAND VERHAFTET 28.7.1943 FÜSILIERT 16.11.1943 TIR NATIONAL                        | Rue du Repos 70          | Marcel Verhamme (1907–1943)       |

## Verlegedaten
Die Stolpersteine von Uccle wurden an folgenden Tagen verlegt:
- 3. August 2010: Chaussee d'Alsemberg 712
- 23. Oktober 2013: Avenue Brugmann 247
- 27. November 2018: Avenue Coghen 72, Chaussee de Waterloo 722 und 856, 37 Rue de Boetendael, Rue du Repos 70
- 11. Oktober 2019: 298 Avenue Molière, Rue Roberts Jones 66